# 小谷山 (徳島県)
小谷山（こだにやま）は、徳島県海部郡海陽町にある山である。標高は680.2m。

## 地理
旧海南町と旧宍喰町の境をなす山。宍喰川の支流である広岡川と海部川の支流である笹無谷川に挟まれた尾根上に位置し、西ヶ峯の東方約2.5kmに位置する。笹無谷を隔てて瀬戸山と対峙する。
北斜面はスギ・ヒノキの完全な人工林で、南斜面は広葉樹と針葉樹の人工林が混じる。イノシシの生息地であり、笹無谷川はアメゴ漁もでき、海部刀の発祥地でもある。